# Slavik
Slavik je priimek več znanih Slovencev:
- Antonija Slavik (1868—1938), narodna delavka
- Boris Slavik (1901—1987), pilot
- Edvard Slavik (1865—1931), pravnik in politik
- Janez Slavik (~1787—1842), glasbenik
- Matija Slavik (1874—1959), dr.
- Nada Slavik (1895—1924), zdravnica v Trstu
- Slavoj Slavik (1896—1945), pravnik, politik, narodni delavec